# 高仲武
高仲武（？—？），唐朝渤海人。
生卒年不詳，事迹亦无考。约生活在代宗大历年间前后。高適字仲武，亦渤海人，后人常误将此二人混为一谈。著有《中興間氣集》，選錄肅宗至德初年（756年）到代宗大曆末年（779年）20多年間26位作家作品，共計詩130多首。